# Maianthemum forrestii
Maianthemum forrestii là một loài thực vật có hoa trong họ Măng tây. Loài này được (W.W.Sm.) LaFrankie mô tả khoa học đầu tiên năm 1986.